# Каскада „Арда“
Каскада „Арда“ е водноелектрическа каскада в Източните Родопи по средното и долното течение на река Арда, състояща се от серия язовири, водноелектрически централи (ВЕЦ) и други хидро- и електросъоръжения. В проект е и изграждането на каскада Горна Арда с цел да се усвои наличният голям хидроенергиен потенциал и по горното течение на реката.
Каскада „Арда“ е единствената система от големи язовири в страната, изградени на едно поречие. По обща водосборна площ от 5128 км2 и инсталирана мощност каскадата се нарежда сред най-големите хидро-енергийни комплекси в България, а по общ обем на язовирите от над 1,2 милиарда м3 е на 1-во място в страната. Основното ѝ предназначение е производство на електрическа енергия и регулиране на речния отток. През 2010 г. e завършена рехабилитацията на каскадата, при която е извършен основен ремонт и модернизиране на всички хидроагрегати и е добавен 5-и генератор на ВЕЦ „Студен кладенец“. Общата инсталирана мощност достига 326 МВт, подобрени са с 20 % разполагаемите мощности и общият преработен обем. През 2010 г. централите от каскадата са подали в електропреносната мрежа на страната рекордните 682,6 ГВтч електроенергия, която поради средиземноморския климат на поречието се произвежда главно през зимата, когато потреблението е най-високо.
Освен прякото производство на евтина и екологично чиста енергия, каскадата е изключително важна за покриване на върхови и подвърхови товари в електроенергийната система, регулатор на честотата, широк диапазон на разполагаемост и бърз резерв при аварийно отпадане на големи мощности.

## Производство на електроенергия
| ВЕЦ                   | Общ обем на язовира (млн.м3) | Нетен напор (м) | Застроено водно количество (м3/сек) | Инсталирана мощност (МВт) | Средногодишно производство до 2010 г. (ГВтч) | Годишно производство 2010 г. (ГВтч) |
| --------------------- | ---------------------------- | --------------- | ----------------------------------- | ------------------------- | -------------------------------------------- | ----------------------------------- |
| ВЕЦ „Кърджали“        | 539,9                        | 93              | 162                                 | 106                       | 160                                          | 191                                 |
| ВЕЦ „Студен кладенец“ | 489                          | 66              | 120                                 | 82                        | 170                                          | 253,7                               |
| ВЕЦ „Ивайловград“     | 188                          | 54              | 270                                 | 120                       | 164                                          | 237,7                               |
| Общо                  | 1216.9                       | -               | -                                   | 308                       | 494                                          | 682.4                               |

## Структура

### Хидровъзел „Кърджали“
Хидровъзел „Кърджали“ е първото стъпало на каскадата с основни съоръжения язовир „Кърджали“ и ВЕЦ „Кърджали“.
Язовирът се пълни от река Арда и нейните притоци в горното ѝ течение с водосборна област с площ 1882 квадратни километра. Язовирната стена, разположена на 3 km над град Кърджали, е бетонна, дъгово-гравитачна. Максималната ѝ височина от основата е 103,50 метра, а дължината по короната – 344 метра. Водохранилището има пълен завирен обем 497,2 милиона кубични метра. Строителството му започва през 1957 година, но поради поредица от технически проблеми завиряването започва през 1970 година, а нормалната му експлоатация – през 1982 година.
ВЕЦ „Кърджали“ е подязовирна, разположена под тялото на стената, с 4 тангенциални турбини „Френсис“ на вертикална ос с обща максимална мощност 110,4 MW. Първата турбинна група е монтирана през 1963 година, като по това време е най-мощната в България, но заради проблемите с язовирната стена пускането на централата в експлоатация се забавя до 1970 година.

### Хидровъзел „Студен кладенец“
След ВЕЦ „Кърджали“ водите на каскадата преминават по коритото на река Арда и Водното огледало в Кърджали – корекция на реката с предимно градоустройствени функции – откъдето директно навлизат в опашката на язовир „Студен кладенец“, който е основен елемент от второто стъпало на каскадата.
Завършен през 1958 година, язовир „Студен кладенец“ има водосборна област с площ 3707,5 km², включваща тази на горното стъпало на каскадата, заедно с водосборите на Перперешка река, Върбица и други по-малки реки. Водохранилището има общ завирен обем от 387,8 млн. m³ при залята площ 27,8 km². Язовирната стена е бетонна гравитачна и е висока 67,5 m, а дължината ѝ по короната е 338 m.
ВЕЦ „Студен кладенец“ е деривационна централа, разположена на около 600 m надолу по течението на реката. Водите от язовира се подават по напорен тунел с диаметър 6,2 m до висока 44,2 m водна кула, а оттам по два подземни напорни тръбопровода с диаметър по 3,8 m. Средният нетен пад е 59,5 m, а застроеното водно количество – 120 m³/s. При първоначалното изграждане през 1958 година е оборудвана е с 4 френсисови турбини с общ капацитет 60 MW, който е увеличен след рехабилитация през 2004 година до 67,2 MW. През 2009 година е добавена още една турбина с мощност 17 MW, както и малка турбина от 1,3 MW в тялото на язовирната стена, която да оползотворява водите, подавани от язовира за екологични нужди.

### Хидровъзел „Ивайловград“
След ВЕЦ „Студен кладенец“ водите на каскадата продължават в продължение на повече от 30 km по естественото корито на Арда до язовир „Ивайловград“, като основният приток в този участък е река Крумовица. Язовирът е построен през 1959 – 1964 година, има водосборна област с площ 5128 km², площта на езерото е 15,1 km², а общият завирен обем е 156,7 млн. m³. Язовирната стена е бетонна гравитачна, с височина 73 m и дължина по короната 365 m, като по нея преминава Републикански път III-597.
ВЕЦ „Ивайловград“ е подязовирна, вградена в тялото на стената на язовира. Разполага с 3 аксиални турбини „Каплан“ с обща максимална мощност 120 MW. Има среден пад от 44 m и застроено водно количество 279 m³/s.

## Възможни разширения

### Хидровъзел „Маджарово“
Хидровъзел „Маджарово“ е планирано разширение на каскадата, което не е включено при първоначалното ѝ изграждане, тъй като би засегнало активната по това време разработка на Мини „Маджарово“, които спират работа в началото на 90-те години. Той е междинно стъпало между хидровъзлите „Студен кладенец“ и „Ивайловград“.
Плановете за хидровъзела не предвиждат голям язовир, а само малък изравнител и ВЕЦ „Маджарово“, който да се захранва директно с отработените от ВЕЦ „Студен кладенец“ води. Те трябва да се подават по дълга около 20 km напорна деривация. Централата би била разположена в горния край на язовир „Ивайловград“ и при среден пад от 32,3 m би имала капацитет 42 MW.

### Каскада „Горна Арда“
Каскада „Горна Арда“ е планирано разширение на каскадата към горната част от басейна Арда. Проектът предвижда тя да включва 3 хидровъзела, които да се изградят поетапно в районите на Мадан и Ардино, включително три големи и няколко малки електроцентрали с обща мощност 175 MW:
- Хидровъзел „Мадан“
  - Язовир „Мадан“ с общ завирен обем 141 млн. m³ и залята площ 4,6 km²; каменнонасипна стена с височина 92,4 m
  - ВЕЦ „Бял извор“ с мощност 46 MW
  - Малка ВЕЦ на приток на Арда с мощност 1,4 MW
- Хидровъзел „Ардино“
  - Язовир „Ардино“ с общ завирен обем 93,4 млн. m³ и залята площ 3,1 km²; каменнонасипна стена с височина 102,7 m
  - ВЕЦ „Ардино“ с мощност 56,6 MW
  - Малка ВЕЦ на приток на Арда с мощност 1,4 MW
- Хидровъзел „Сърница“
  - Язовир „Сърница“ с общ завирен обем 92,2 млн. m³; бетоновогравитачна стена с височина 96,2 m
  - ВЕЦ „Китница“ с мощност 67,9 MW
  - Малка ВЕЦ на приток на Арда с мощност 1,3 MW

За изпълнение на проекта през 1999 година е създадена Хидроенергийна компания „Горна Арда“, която в периода 2001 – 2003 година започва работа по Хидровъзел „Мадан“. Изпълнени са подготвителните работи по площадката, отбивните тунели за изграждането на язовирната стена и корекцията на река Арда при бъдещата електроцентрала. Малко по-късно работите по проекта спират. След 2010 година мажоритарен акционер в проектната компания става австрийската „И Ви Ен“, която прави опити за подновяването му, но през 2017 година проектът е официално замразен.